# Lullaby (álbum de Jewel)
Lullaby (en español:  Canción de Cuna) es el Octavo álbum grabado por la cantante y compositora norteamericana Jewel, lanzado el 5 de mayo del 2009 bajo el sello de la juguetería Fisher Price. Lullaby es el primer álbum grabado en el estudio que tiene Jewel en su casa en Texas.
El álbum trae 10 canciones escritas por Jewel (la mayoría bastantes antiguas) y 5 versiones.

## Producción
Jewel fue la encargada de producir este disco.

## Lanzamiento
Fue el 5 de mayo de 2009, este álbum no tuvo ningún corte de difusión por radio ni ningún vídeo que lo promocionara. Solo fue promocionado por presentaciones en vivo de Jewel en algunos programas de televisión.

## Lista de canciones
1. Raven
2. All The Animals
3. Sweet Dreams
4. Twinkle Twinkle Little Star
5. Circle Song
6. The Cowboy's Lament
7. Day Dream Land
8. Sov Gott (Sleep Well)
9. Dreamer
10. Forever And A Day (Always)
11. Gloria
12. Somewhere Over The Rainbow
13. Angel Standing By
14. Simple Gifts
15. Brahm's Lullaby